# Пагорб Уснех
Пагорб Уснех (англ. Hill of Uisneach, ірл. Cnoc Uisnigh) — один із сакральних центрів стародавньої Ірландії в королівстві Міде (нарівні з Тарою, на захід від неї), місце сходження кордонів чотирьох королівств Ірландії. Тут друїд Міде, син Брата, сина Деота, запалив вогонь, що палав шість років (перший священний вогонь Ірландії), і відрізав язики друїдам, які розкритикували цей вогонь. Вогонь запалено біля п'ятикутного Каменя Поділів, що символізував п'ять королівств; вважається, що після цієї події з'явилися джерела у дванадцяти найважливіших річок країни. Народні збори Уснеха, оенах, були паралеллю святу Тари, на якому затверджували Верховного короля Ірландії. Поблизу пагорба Уснех містилася резиденція володарів Міде. Тому в деяких середньовічних історичних джерелах (наприклад, у «Лейнстерській книзі») ранні правителі цього королівства згадуються з титулом «королі Уснеха».
Зараз — історична пам'ятка Західного Міту (національний монумент № 155). Пагорб має у висоту 182 м, лежить на північній стороні дороги R390, за 8 км від села Баллімор.
Пагорб є кандидатом на включення до Списку Всесвітньої спадщини ЮНЕСКО в Ірландії.